# 桃原茂太

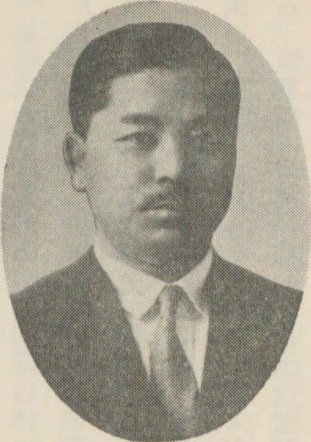
桃原茂太

桃原 茂太（とうばる / ももはら しげた、1892年（明治25年）11月18日 - 1955年（昭和30年）2月28日）は、沖縄県出身の弁護士、実業家、政治家。衆議院議員。

## 経歴
宜野湾間切大謝名（現宜野湾市）で、桃原正裕の長男として生まれる。沖縄県第一中学校、第五高等学校を経て、1918年、東京帝国大学法科大学法律学科（独法）を卒業。その後、東洋拓殖 (株) に入社。同参事、同監事、同太田及び釜山支店支配人、日蘇石油販売 (株) 専務取締役などを務めた。
1934年、帰郷して那覇市松山町で弁護士を開業。1942年4月の第21回衆議院議員総選挙で沖縄県選挙区から出馬し、翼賛政治体制協議会の非推薦候補であったが当選し衆議院議員を一期務めた。
終戦後、沖縄は米軍施政下となり、戦後第1回の総選挙は沖縄からの立候補が不可能となったため、大阪府第2区（当時）から立候補したが落選した。
戦後、琉球海運 (株) が設立され社長に就任。また、沖縄社会大衆党の創立にも参加した。